# ワン・チュアンアン
ワン・チュアンアン（中: 王全安, 英: Wang Quan'an, 1965年10月16日 - ）は、中国の映画監督。中国映画界の「第六世代」の監督として知られる。

## 来歴
1991年に北京電影学院を卒業後、1999年に長編『月蚀』で映画監督としてデビュー。翌2000年の第22回モスクワ国際映画祭に出品され、国際映画批評家連盟賞を受賞。また、同年には『月蚀』に主演した女優ユー・ナンと結婚。以後、ナンはチュアンアンの作品に欠かせない存在となる。2004年に製作した2作目の『惊蛰』は主演のナンに多くの賞をもたらした。
2006年、内モンゴル自治区を舞台に、下半身不随となった夫と2人の子供を支える女性の姿を描いた『トゥヤーの結婚』を発表。翌2007年の第57回ベルリン国際映画祭に出品され、金熊賞を受賞。シカゴ国際映画祭でも審査員特別賞を受賞した。2009年の『纺织姑娘』はモントリオール世界映画祭で審査員特別グランプリと国際映画批評家連盟賞を受賞。また、同年には10年間連れ添ったユー・ナンと離婚。
2010年、中台分断から40年ぶりに再会した夫婦とその周囲の姿を描いた『再会の食卓』を発表。第60回ベルリン国際映画祭のオープニング作品として上映され、脚本賞を受賞。トロフィーはこの年の審査員を務めた元妻のユー・ナンから手渡された。翌2011年の『白鹿原』も第61回ベルリン国際映画祭のコンペティション部門で上映された。同年には『白鹿原』に出演した女優のキティ・チャンと結婚したが、2015年に離婚している。

## 作品
- 月蚀 （1999年）
- 惊蛰 （2004年）
- トゥヤーの結婚 图雅的婚事 （2006年）
- 纺织姑娘 （2009年）
- 再会の食卓 團圓 （2010年）
- 白鹿原 （2011年）
- 恐龙蛋 （2019年）